# Lauxania
Lauxania (лат.) — род двукрылых семейства лауксанид.

## Описание
Металлически блестящие мухи с желтоватыми крыльями и удлинёнными усиками. В нижней части лица имеется поперечное углубление. Щупики коричневые. Ариста обычно белая. Булава жужжалец бурая. На среднеспинке одна дорсоцентральная щетинка располагается перед поперечным швом, а три после него. На бедрах передних ног нет гребенчатых передневентральных щетинок, но имеются с 4—5 задневентральных.

## Экология
Мухи встречаются лесах, заболоченных местообитаниях и сухих лугах. Личинки развиваются в опавшей опавших листве. В год развивается одно поколение. Диапауза на стадии куколки.

## Классификация
В мировой фауне известно 32 вида. Род разделяется на три подрода.
- Подрод Czernushka Shatalkin 2000
  - Lauxania albomaculata Strobl, 1909
- Подрод Callixania Papp, 1978
  - Lauxania minor Martinek, 1974
  - Lauxania martineki Shatalkin, 1999
- Подрод Lauxania Latreille, 1804
  - Lauxania albiseta Coquillett, 1898
  - Lauxania anceps Curran, 1938
  - Lauxania atrovirens Loew, 1862
  - Lauxania bilobata Merz, 2001
  - Lauxania capucina Schiner, 1868
  - Lauxania chlorogastra Loew, 1862
  - Lauxania clypeata Loew, 1862
  - Lauxania cylindricornis Fabricius, 1794
  - Lauxania flavipes Bezzi, 1908
  - Lauxania flavohalterata Shatalkin, 1993
  - Lauxania gagatina Loew, 1852
  - Lauxania glabrifrons Pérusse & Wheeler, 2000
  - Lauxania hirsuta Li & Wenliang, 2019
  - Lauxania humilis Wiedemann, 1830
  - Lauxania indistincta Walker, 1853
  - Lauxania jinyunensis Li & Wenliang, 2019
  - Lauxania kafarista Pérusse & Wheeler, 2000
  - Lauxania kerzhneri Remm & Elberg, 1980
  - Lauxania metallica Wiedemann, 1830
  - Lauxania nigrimanus Coquillett, 1902
  - Lauxania oblonga Loew, 1862
  - Lauxania peregrina Wiedemann, 1830
  - Lauxania polita Walker, 1853
  - Lauxania shewelli Pérusse & Wheeler, 2000
  - Lauxania siciliana Merz, 2001
  - Lauxania sonora Shatalkin, 1993
  - Lauxania torso Curran, 1938
  - Lauxania valga Li & Wenliang, 2019
  - Lauxania vitripennis Shatalkin, 1993
  - Lauxania zinovjevi Elberg, 1993

## Распространение
Встречаются в Палеарктике, Афротропике, Ориентальной области, Неарктике и Неотропике.